# Die Harfe im Walde

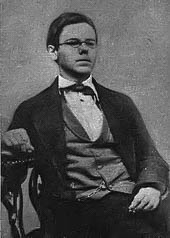
Peter Rosegger um 1865

Die Harfe im Walde ist eine Erzählung des österreichischen Schriftstellers Peter Rosegger, die vom 8. bis 18. April 1871 in der Grazer Tagespost erschien.

## Inhalt
Bei allem schlechten Wetter in der Steiermark zu Zeiten des Deutsch-Französischen Krieges: Um die im tiefen Bergwald abgelegene Hütte des Köhlers Kilian scheint die Welt in Ordnung. Seine heiratsfähige Tochter Agnes erhält Besuch aus dem benachbarten Edelwald. Ihr Bräutigam, ein Vorarbeiter bei den Holzleuten, besucht seine Braut. Die Köhlerhütte, zugleich Schmiede, Branntweinbrennerei und Schenke, ist überhaupt ein gastfreies Haus. Der Wilddieb Hans kehrt ein, zecht und lädt nebenbei seine Flinte mit Pulver und Blei. Vor dem Jäger Franzinger, der ihn bereits einmal in den Arrest geschickt hat, möchte er doch ständig auf der Hut sein. Den Intimfeind aus dem Hinterhalt erschießen? Dazu konnte sich Hans bisher nicht durchringen. Denn da ist Franzingers Ehefrau Kathel und deren Kinder. Die Kathel hatte der Hans einmal geliebt, doch der Jäger war für das praktische Dirndl seinerzeit die bessere Partie gewesen.
Der alte Pechhacker, ein Onkel Kilians, betritt die Hütte und bringt ein bejahrtes Ehepaar mit; böhmische Musikanten, die sich während der Witterungsunbilden in der schier undurchdringlichen Wildnis verlaufen hatten. Die Harfenspielerin Susanna ist ernsthaft erkrankt. Agnes versorgt die Kranke; bringt sie in ein weiches Bett. In der Gaststube wird derweil auf der Harfe gespielt. Auf dem Zupfinstrument, das unterwegs gelitten hat, springen gleich drei Saiten auf einmal. Der Musikant winkt ab. Die Auftritte in letzter Zeit mit seiner kranken Frau hätten zumeist missfallen. In ihrer Jugend aus Preußen nach Böhmen eingewandert, hätte das Paar vor zweiunddreißig Jahren geheiratet. Alles Unglück hatte begonnen, als die Preußen vor vier Jahren in Böhmen eingefallen waren, das Haus zerstört und den einzigen Sohn erschossen hatten.
Die Harfnerin stirbt in der Köhlerhütte. Das benachbarte Kirchdorf talwärts heißt Feichtau. Der Witwer begibt sich zum dortigen Pfarrer. Auf seinem katholischen Friedhof darf der Geistliche angesichts des Kampfes „zwischen Kirche und Staat“ eine Evangelische nicht beerdigen. Zu einer Bestattung im Walde würde der Pfarrer allerdings vielleicht sogar erscheinen.
Auch oberhalb der Köhlerhütte breitet sich bergan eine Waldwildnis aus. Darin neben dem Holzkirchlein des Hl. Hubertus wird die Harfnerin Susanna unter Anteilnahme der im Wald lebenden Katholiken begraben. Ihre Harfe mit den drei zersprungenen Saiten lehnt an dem Baum neben dem Grab.
Hans, beim Wildern von einem der Jäger verwundet, lauert dem Franzinger auf. Nun ist Hans so weit. Komme, was da wolle. Wenn der Feind in den Hinterhalt neben der Hubertuskapelle tappt, dann hat sein letztes Stündlein geschlagen. Der Jäger Franzinger kommt tatsächlich. Der Wilddieb spannt den Hahn und als er auf den Jäger anlegt, bewegt ein niederhängender Zweig im Wind die Harfe. Hans hört einen Harfenton und lässt die Flinte fallen. Das Gewehr entlädt sich. Franzinger verfolgt Hans fluchend ins Dickicht. Einige Tage darauf erklingt das defekte Saiteninstrument auf beschriebene Weise noch einmal, gerade als der Vorarbeiter mit Agnes am Arm zur Trauung in die Waldkapelle schreitet.

### Ausgaben
- Die Harfe im Walde in Bd. 1: P. K. Rosegger: Geschichten aus den Alpen. 2 Bde. Verlag von Gustav Heckenast, Pest 1873 (enthält noch: Die Pfingstnacht)[2]
- Die Harfe im Walde. S. 81–112 in  Das Buch der Novellen. Erster Band. Von Peter Rosegger (Adam das Dirndl – Die Harfe im Walde – Der Adlerwirt von Kirchbrunn – Das Gupferl – Der Hinterschöpp – Die Nottaufe – Das Unglück in Rieselwang – Die Kreuzhüttenbuben). L. Staackmann. Leipzig 1913.
- Die Harfe im Walde, S. 140–163 in Karl-Maria Guth (Hrsg.): Peter Rosegger: Die Waldbauern. Geschichten aus der Bergheimat (Nachdruck der Ausgabe P. Franke, Berlin 1933). Contumax-Hofenberg, Berlin 2017, ISBN 978-3-7437-0906-5.

### Sekundärliteratur
- Karl Wagner (Hrsg.), Max Kaiser (Hrsg.), Werner Michler (Hrsg.): Peter Rosegger – Gustav Heckenast. Briefwechsel 1869–1878 (Mitarbeiter: Oliver Bruck und Christiane Zintzen). Böhlau, Wien 2003, ISBN 3-205-99482-5.